# Origanum bastetanum
Origanum bastetanum là một loài thực vật có hoa trong họ Hoa môi. Loài này được Socorro, Arrebola & Espinar mô tả khoa học đầu tiên năm 1990.